# Вишеструки инвалидитет
Вишеструки инвалидитет је израз за особу са комбинацијом инвалидитета, на пример, некога са сензорним и моторним инвалидитетом. Поред тога, у Сједињеним Државама, то је специјална образовна класификација према којој ученици испуњавају услове за услуге према Закону о образовању за особе са инвалидитетом. Међутим, не користи сваки државни образовни ентитет ову класификацију.
У неким државама, законодавство указује да, да би се класификовао као „вишеструки инвалидитет“, најмање један од документованих инвалидитета ученика мора да укључује интелектуалну ометеност. Појединци класификовани као особе са вишеструким инвалидитетом обично имају више од једног значајног инвалидитета, као што су ортопедско оштећење, оштећење чула и/или проблеми у понашању или емоционални проблеми. Према горе описаном закону, ученици су означени са вишеструким инвалидитетом када њихове сметње у образовању захтевају више од услуга које су доступне само за један од њихових инвалидитета. На пример, ако ученик има сметње у развоју, емоционалне сметње и оштећење вида, може се класификовати као особа са вишеструким инвалидитетом. Међутим, не прима ову класификацију сваки ученик који има више од једног инвалидитета.

## Карактеристике и симптоми
Особе са тешким или вишеструким инвалидитетом могу да испоље широк спектар карактеристика, у зависности од комбинације и тежине инвалидитета и старости особе. Међутим, постоје неке особине које могу да деле, укључујући:

### Психолошке карактеристике
- Може се осећати изоловано од вршњачке групе
- Склоност повлачењу из друштва
- Ученици са вишеструким инвалидитетом могу постати уплашени, љути и узнемирени суочени са изнуђеним или неочекиваним променама.
- Потенцијално самоповређивање

### Понашајне карактеристике
- Може показати незрело понашање које није у складу са хронолошким узрастом
- Може показати импулсивно понашање и низак ниво фрустрације
- Може имати потешкоћа у формирању међуљудских односа
- Може имати ограничене вештине бриге о себи и вештине самосталног живота у заједници

### Физичке и здравствене потешкоће
Различити здравствени проблеми могу бити праћени тешким инвалидитетом. Примери укључују нападе, губитак чула, хидроцефалус и сколиозу. Многе сметње утичу на активности свакодневног живота. Могуће сметње које могу бити коморбидне укључују оштећење вида, оштећење слуха, ортопедско оштећење, аутизам и оштећење говора/језика.

## Изазови

#### На нивоу породице
- Различити здравствени проблеми могу бити праћени тешким инвалидитетом. Примери укључују нападе, губитак чула, хидроцефалус и сколиозу. Неопходан је напор да се осигура њихова безбедност код куће у време догађаја као што су напади.
- Финансијски, медицинске/транспортне таксе могу оптеретити породицу.
- Напор потребан да се осигура безбедност особе захтеваће од чланова породице да се наизменично брину о тој особи.
- Појединци имају само ограничен говор или комуникацију
- Захтева много стрпљења са особама са вишеструким инвалидитетом

#### На индивидуалном нивоу
- Потешкоће у основној физичкој покретљивости.
- Може доћи до финих моторичких дефицита који могу изазвати проблеме са писањем.
- Може имати спору канцеларијску брзину.
- Може имати тенденцију да заборавља вештине због неупотребе.
- Може имати проблема са уопштавањем вештина из једне ситуације у другу.
- Можда недостају вештине размишљања и разумевања на високом нивоу.
- Можда имају лоше вештине решавања проблема.
- Способност укључивања у апстрактно размишљање је ограничена.
- Можда лоше полаже испит због ограничавајућих фактора инвалидитета.
- Може имати потешкоћа у лоцирању правца звука.
- Може имати говор који карактерише замена, изостављања.
- Може имати потешкоћа у учењу о објектима и објектним односима.
- Можда недостаје зрелост у постављању циљева у каријери.
- Може имати проблема у дружењу са вршњацима.

## Подршка
- Мултидисциплинарни тим који се састоји од родитеља ученика, образовних стручњака и медицинских специјалиста у областима у којима појединац показује проблеме треба да ради заједно на планирању и координацији неопходних услуга.
- Укључивање одговарајућих професионалаца (нпр. радних терапеута, логопеда/језика итд.).
- Уређење места школа и домови морају бити лако доступни.
- Имајте систем пријатеља који осигурава да се њихове потребе чују и да добију помоћ када је то потребно.
- Дајте једноставна и специфична и систематична упутства шта тачно желите да особа уради.
- Користите визуелна помагала у комуникацији са дететом.
- Редовно ангажујте дете у усменој језичкој активности.

## Искуства и пракса у иностранству
Понекад се „вишеструки инвалидитет“ и „церебрална парализа“ користе наизменично у Индији. Термин се понекад користи за означавање менталног инвалидитета и прихваћен је за употребу у медицинском братству, као иу друштвеном животу. Многе организације познате као "Спастична друштва" Spastic Society of Gurgaon раде у различитим областима у Индији као добротворна тела за особе са церебралном парализом, аутизмом, интелектуалним инвалидитетом и вишеструким инвалидитетом у нези, рехабилитацији и медицинској подршци деци са неуролошким сметњама у мишићном развоју. Сличне организације такође веома ефикасно раде у Великој Британији, САД, Аустралији и неким другим земљама.
У Индији постоји неколико института који раде на лечењу и побољшању њиховог живота. Индијска влада је основала неке националне институте за лечење свих врста инвалидитета.